# 芸北国際スキー場
芸北国際スキー場（げいほくこくさいスキーじょう）は、広島県北広島町中祖にあるスキー場である。雪不足により2020年初旬を最後に営業を中止している。

## 沿革
- 1972年(昭和47年) - 乳製品メーカー「チチヤス」のレジャー事業部門として設立・営業開始。
- 1997年(平成9年) - 1997-1998シーズン、国際エクスプレスリフト・おーひらエクスプレスリフトの設置、おーひらコースにICS(人工造雪システム)を導入など、リニューアルを実施[2][3]。
- 2003年(平成15年) - 事業不振により売却される。
- 2004年(平成16年) - パインリッジリゾート株式会社が取得、「パインリッジリゾーツ芸北」の名称での運営となる。
- 2008年(平成20年) - パインリッジが経営不振に陥る（2009年に倒産）。スノーマジックエンターテイメントジャパン株式会社[注 1]の運営となり、名称は芸北国際スキー場に戻る。
- 2012年(平成24年) - 株式会社マックアースリゾートが運営を引き継ぐ[注 2]。
- 2020年(令和2年) - 6月現在、スキー場webサイトが閲覧不能になっており、マックアースの運営施設一覧にも記載されなくなっている。12月12日、今季の営業を見合わせることがわかったという報道があった[5]。暖冬少雪傾向のため運営会社(株式会社マックアースの子会社、株式会社芸北)が営業リスクが高いと判断したためとのことである[5]。

2022年9月25日、全日本クロスカントリー選手権（JNCC）主催で、ゲレンデを使ったオフロードバイクの大会が行われ、県内外からライダー約280人が出場した。

## アクセス

### バス
広島駅新幹線口より、約2時間。

### 自家用車
- 戸河内インターチェンジ（中国自動車道）より、約30キロ、約40分。
- 加計スマートインターチェンジ（中国自動車道）より、約30キロ、約40分。
- 千代田インターチェンジ（中国自動車道）より、約30キロ、約40分。
  - 2018-2019シーズン現在、駐車場は2,500台収容可能。駐車料金は普通車1,000円。

## 施設概要
- 国際エリア、カケズエリア、おーひらエリアの3つに分かれる。
- 日本で唯一、6人乗りのリフトが設置されているスキー場だった(2018-2019シーズンから新潟県の石打丸山スキー場に10人乗りゴンドラ・6人乗りチェアの混載リフトが設置されたので日本唯一ではなくなった)。

## コース

### 国際エリア
- 国際ジャイアントコース（上級者）
- 国際センターコース（初級者コース）
- 国際初心者コース（初級者コース）

### カケズエリア
- カケズユートピアコース（上級者）
- カケズパノラマコース（中級者）
- カケズビギナーコース（初級者）

### おーひらエリア
- おーひらセンターコース（中級者）
- おーひらコース（中級者）
- おーひらAコース（中級者）

クロスカントリーコース（1周5km全日本スキー連盟公認）

## リフト
リフトは計5本運転している。
- 国際エクスプレス（4人乗り）
- 国際トリプルA・B（3人乗り）
- おーひら第1リフト（2人乗り）
- おーひらエクスプレス（6人乗り）